# Hölltal (Naturschutzgebiet)
Das Naturschutzgebiet Hölltal liegt im Landkreis Saalfeld-Rudolstadt in Thüringen. Es erstreckt sich östlich von Geiersthal, einem Ortsteil der Stadt Neuhaus am Rennweg im Landkreis Sonneberg. Westlich des Gebietes fließt die Lichte, östlich und südlich verläuft die B 281. 

## Bedeutung
Das 19,4 ha große Gebiet mit der NSG-Nr. 139 wurde im Jahr 1982 unter Naturschutz gestellt. 